# Urban Species
Urban Species — британская хип-хоп группа, основанная в конце 1980- годов в Тоттенеме, на севере Лондона, друзьями детства Питером Акринлолой и Уинстоном Смоллом. В разное время в группе состояли и другие рэперы, а также многие фанк- и джаз-фанк-музыканты из Лондона.
Музыка группы основана на разнообразных стилях (в том числе регги, блюз, фанк, даб, джаз, рагга и акустической фолк) и сочетает в себе живую игру с семплами и программированием. Музыка группы часто ассоциируется с джазом середины 1990-х годов. Группа также известна сотрудничеством с такими музыкантами как Калье Терри и Хип Имоджен.

## Дискография
- 1994 — Listen
- 1998 — Blanket